# Caminos de tiza
Pour plus de détails, voir Fiche technique et Distribution.
Caminos de tiza est un film espagnol réalisé par José Luis Pérez Tristán, sorti en 1988.

## Fiche technique
- Titre : Caminos de tiza
- Réalisation : José Luis Pérez Tristán
- Scénario : Eduardo Mallorquí
- Musique : Antón García Abril
- Photographie : Manuel Mateos
- Production : Carlos A. Bernardez
- Société de production :
- Pays :  Espagne
- Genre : Drame
- Durée : 90 minutes
- Dates de sortie : 
  -  Espagne : octobre 1988 (festival international du film de Valladolid), 26 janvier 1989

## Distribution
- María Fernanda D'Ocón
- Valeriano Andrés
- Lydia Bosch : Gracia
- Héctor Colomé
- Marisa de Leza
- Fiorella Faltoyano
- Angeles López Izu : la nonne
- Jesús Puente
- Aurora Redondo
- Mercedes Sampietro
- María Silva

## Distinctions
Le film a été nommé au prix Goya de la meilleure actrice pour María Fernanda D'Ocón.